# بيل وود
بيل وود (بالإنجليزية: Bill Wood)‏ هو سياسي أسترالي، ولد في 4 نوفمبر 1935 في توومبا في أستراليا. حزبياً، نشط في حزب العمال الأسترالي. وقد انتخب عضو الجمعية التشريعية الأسترالية لمقاطعة العاصمة الأسترالية ‏ وانتخب عضو المجلس التشريعي ولاية كوينزلاند عن دائرة Electoral district of Barron River ‏ (27 مايو 1972 – 7 ديسمبر 1974) وانتخب عضو المجلس التشريعي ولاية كوينزلاند عن دائرة Electoral district of Cook ‏ (17 مايو 1969 – 27 مايو 1972).